# Rajendra Bahadur Bhandari
Rajendra Bahadur Bhandari (tiếng Nepali: राजेन्द्र बहादुर भण्डारी) (sinh ngày 14 tháng 11 năm 1975) là một vận động viên chạy đường dài người Nepal và là một người lính đã giành được hai huy chương bạc tại Thế vận hội châu Á lần thứ 9 và hai huy chương vàng tại Thế vận hội châu Á lần thứ 10.
Rajendra Bhandari sinh ra tại Chock Chisapani-9 V.D.C. (cách Dumre bazar, Quận Tanahun, Nepal 22 km) (hiện nay là Kathmandu, Nepal) trong một gia đình Hindu Bhandari Chhetri. Anh là một trong hai anh em với em trai Santosh Bhandari. Đến năm 2014, Bhandari đang sống tại Kathmandu. Theo truyền thống gia đình, anh đã có một cuộc hôn nhân sắp đặt với Shanta Thapa vào năm 1996. Họ có hai người con: một người con trai Roshan Bhandari và một người con gái Pramila Bhandari.
Anh đã bị dương tính với Deca Durabolin - một sự kiện đã đem lại sự chú ý rộng rãi đối với việc sử dụng các loại steroid tăng cơ ở Nepal. Năm 2007, Bhandari bị kết án vì việc sử dụng norandrosterone. Mẫu xét nghiệm được lấy vào ngày 25 tháng 8 năm 2006 trong một bài kiểm tra trong sự kiện tại Thế vận hội Nam Á 2006. Anh đã nhận án cấm thi đấu từ tháng 9 năm 2006 đến tháng 9 năm 2008 từ Liên đoàn Điền kinh Quốc tế (IAAF).
Anh trở lại tại Thế vận hội Nam Á 2010 và giành huy chương vàng trong cuộc thi marathon. Tuy nhiên, quỹ đạo đường chạy ngắn hơn một khoảng cách sau một sai lầm trong tổ chức.